# Right Livelihood Award
Il Right Livelihood Award ("Premio al corretto sostentamento") è un premio annuale creato nel 1980 da Jakob von Uexkull, scrittore, filantropo ed ex membro del Parlamento europeo, cittadino svedese e tedesco.

## Il premio
Lo scopo del premio è di affiancare al tradizionale Premio Nobel un riconoscimento agli sforzi compiuti da persone e gruppi, in particolare del Sud del mondo, per una società migliore e un'economia più giusta.
Il premio viene assegnato ogni anno di fronte al parlamento svedese alla vigilia dell'assegnazione del Nobel per la pace, per onorare coloro che lavorano a soluzioni pratiche ed esemplari ai problemi più urgenti con cui il mondo di oggi si confronta. Il premio viene assegnato a persone e gruppi che lavorano in campi come la protezione ambientale, la pace, i diritti umani, lo sviluppo sostenibile, la salute, l'educazione.
Nelle parole di von Uexkull, il premio ha lo scopo di aiutare il nord a trovare una saggezza che corrisponda alla scienza che possiede, e il Sud a trovare una scienza che corrisponda all'antica saggezza che ha.
Alcune scelte sull'assegnazione del premio sono state contestate. In particolare quella a Vandana Shiva e Percy Schmeiser.
Di seguito viene riportata la lista delle persone e dei gruppi premiati da 1980 al 2024. 
Il segno † indica i premiati nel frattempo scomparsi.

## 1980
- Hassan Fat'hy † (Egitto), "...per aver sviluppato una "architettura per i poveri"."
- Plenty International/Stephen Gaskin (USA, Guatemala, Lesotho), "...per aver fornito efficace sollievo ai bisognosi del Sud e del Nord.

## 1981
- Mike Cooley (Regno Unito), "...per aver progettato e promosso la teoria e la pratica della produzione centrata sull'essere umano e socialmente utile."
- Bill Mollison (Australia), "...per l'ideazione della Permaculture - sistemi di crescita organica a immissione integrata di bassa energia e ad alta resa."
- Patrick van Rensburg/Education with Production (Botswana, Sudafrica), "...per aver sviluppato modelli educativi replicabili per la maggioranza del Terzo Mondo."

## 1982
- Eric Dammann/Future in Our Hands (Norvegia), "...per aver cercato di ridurre i consumi e minimizzare l'impatto ambientale e per aver aiutato i poveri." (Premio onorario)
- Anwar Fazal /Consumer Interpol (Malaysia), "...per aver combattuto per i diritti dei consumatori ed averli aiutati a fare lo stesso."
- Petra Kelly † (Germania Ovest), "...per aver inventato e implementato una nuova visione che unisce preoccupazioni ecologiche e disarmo, giustizia sociale e diritti umani."
- Participatory Institute for Development Alternatives (PIDA) (Sri Lanka), "...per aver promosso uno sviluppo di base indipendente."
- Sir George Trevelyan †/Wrekin Trust (Regno Unito), "...per aver 'educato lo spirito adulto'."

## 1983
- Leopold Kohr † (Austria), "...per la sua iniziale ispirazione del movimento per una dimensione umana." (Premio onorario)
- Il popolo di Belau (Belau, Oceano Pacifico), "...per la loro lotta per la difesa del bando costituzionale della nazione sulle armi e le scorie nucleari."
- Amory e Hunter Lovins/Rocky Mountain Institute (USA), "...per il lavoro pionieristico nella ricerca di percorsi di "energia morbida" per la sicurezza globale."
- Manfred Max-Neef/CEPAUR (Cile), "...per aver rivitalizzato le comunità di piccole e medie dimensioni attraverso l'"economia dei piedi nudi"."

## 1984
- Imane Khalifeh † (Libano), "...per aver fondato e guidato un movimento pacifista non-settario a Beirut." (Premio onorario)
- SEWA - Associazione delle Donne Auto-impiegate/Ela Bhatt (India), "...per aver aiutato i produttori domestici ad essere indipendenti e a migliorare la qualità della vita."
- Winefreda Geonzon †/FREE LAVA - Associazione del Volontari per l'Assistenza Legale (Filippine), "...per aver dato assistenza ai prigionieri e aver aiutato la loro riabilitazione."
- Wangari Maathai/Green Belt Movement (Kenya), "...per aver aiutato le comunità a ripristinare la copertura della loro foresta."

## 1985
- Theo van Boven (Paesi Bassi), "...per essere un campione inflessibile dei diritti umani." (Premio onorario)
- Cary Fowler (USA)/Pat Mooney (Canada)/Rural Advancement Fund International, "...per aver lavorato a salvare il patrimonio genetico mondiale dei vegetali."
- Lokayan/Rajni Kothari (India), "...per aver creato dialogo tra le persone, attraverso una rete di iniziative locali."
- Duna Kör (Ungheria), "...fondato da Janos Vargha, un movimento ambientalista per preservare il Danubio."

## 1986
- Robert Jungk † (Austria), "...lavoratore instancabile e visionario per la pace e l'ecologia." (Premio onorario)
- Rosalie Bertell (Canada)/Alice Stewart † (Regno Unito), "...pioniere della ricerca sui pericoli delle radiazioni di basso livello."
- Gruppo di Sviluppo Ecologico del Ladakh (India), "...fondato da Helena Norberg-Hodge, per congegnare tecnologie appropriate e cercare di conservare la cultura tradizionale del Ladakh."
- Evaristo Nugkuag/AIDESEP (Perù), "...per aver difeso i diritti degli Indios dell'Amazzonia."

## 1987
- Johan Galtung (Norvegia), "..padre fondatore delle ricerche sulla pace." (Premio onorario)
- Movimento Chipko (India), "..per aver mostrato come le foreste dell'Himalaya e del mondo possono essere salvate."
- Hans-Peter Dürr/Global Challenges Network (Germania Ovest), "...per il suo lavoro sugli usi pacifici dell'alta tecnologia."
- Institute for Food and Development Policy/Frances Moore-Lappé (USA), "...per aver individuato le cause economiche e politiche della fame nel mondo."
- Mordechai Vanunu (Israele), "...per il suo autosacrificio nello svelare il programma di armamento nucleare israeliano."

## 1988
- Centro Internazionale di Riabilitazione e Ricerca per le Vittime della Tortura/Dott.sa Inge Kemp Genefke (Danimarca), "...per aver aiutato i sopravvissuti alle torture a riottenere la loro salute e personalità." (Premio onorario)
- José Lutzenberger † (Brasile), "...per il suo contributo alla conservazione erigenerazione dell'ambiente."
- John F. Charlewood Turner (Regno Unito), "...per aver suppotato i diritti dei popoli a costruire, gestire e sostenere le loro abitazioni e comunità."
- Sahabat Alam Malaysia/Mohammed Idris, Harrison Ngau, Il popolo Penan (Malaysia), "...per la loro lotta per salvare la foresta pluviale di Sarawak."

## 1989
- La Cooperativa dei Consumatori di Seikatsu (Giappone), "...per aver creato un'economia alternativa basata sulla cooperazione, il contatto umano e la sostenibilità ecologica." (Premio onorario)
- Melaku Worede (Etiopia), "...per aver costruito uno dei migliori centri di conservazione dei semi nel mondo."
- Aklilu Lemma †/Legesse Wolde-Yohannes (Etiopia), "...per le loro ricerche sulle proprietà molluschicide e le altre proprietà della pianta endod."
- Survival International (Regno Unito), "...per aver aiutato i popoli indigeni a difendere i loro diritti, i mezzi di sussistenza e l'auto-determinazione."

## 1990
- Alice Tepper Marlin/Council on Economic Priorities (CEP) (USA), "...per aver mobilizzato il potere dei consumatori in favore di priorità economiche giuste e sostenibili." (Premio onorario)
- Bernard Lédéa Ouedraogo (Burkina Faso), "...per aver rafforzato i movimenti di auto-aiuto dei contadini in tutta l'Africa Occidentale."
- Felicia Langer (Israele), "...avvocato dei diritti umani, che per più di 20 anni ha difeso i Palestinesi nei tribunali militari israeliani."
- ATCC - Asociación de Trabajadores Campesinos del Carare (Colombia), "...per la loro ricerca nonviolenta della pace e della giustizia, anche quando minacciati da violenza insensata."

## 1991
- Edward Goldsmith (Regno Unito), "...per il suo lavoro pionieristico per l'innalzamento della coscienza ecologica." (Premio onorario)
- Narmada Bachao Andolan (Movimento per Salvare Narmada) (India), "...guidato da Medha Patkar e Baba Amte, per la loro lotta contro il più grande progetto di diga fluviale del mondo."
- Bengt Danielsson † e Marie-Thérèse Danielsson † (Polinesia), Senatore Jeton Anjain †, e la popolazione di Rongelap (Isole Marshall), "...per i loro sforzi nel cercare di fermare il colonialismo nucleare francese e statunitense nel Pacifico e ottenere giustizia per le vittime."
- MST - Movimento dos Trabalhadores Rurais sem Terra e CPT - Commissao Pastoral da Terra (Brasile), "...per il loro coraggioso impegno nell'ottenere terreni per i senzaterra e aiutarli a coltivarli in maniera sostenibile."

## 1992
- Movimento d'azione dei Villaggi Finlandesi (Kylätoiminta) (Finlandia), "...per aver mostrato un percorso dinamico verso la rigenerazione rurale, la decentralizzazione e l'arricchimento popolare." (Premio onorario)
- Gonoshasthaya Kendra/Zafrullah Chowdhury (Bangladesh), "...per la promozione della salute e dello sviluppo umano e i contributi fondamentali alle politiche nazionali sulle droghe."
- Helen Mack (Guatemala), "...per la sua campagna contro l'impunità degli assassinii politici."
- John Gofman (USA) e Alla Yaroshinskaya (Ucraina), "...per il loro lavoro volto a svelare i veri effetti del disastro di Chernobyl e i pericoli delle radiazioni di basso livello."

## 1993
- Arna Mer-Khamis †/Care and Learning (Israele), "...per l'appassionato impegno nella difesa e nell'educazione dei bambini della palestina."
- Organisation of Rural Associations for Progress (ORAP) / Sithembiso Nyoni (Zimbabwe), "...per aver motivato i suoi milioni di membri a seguire il proprio perscorso di sviluppo umano."
- Vandana Shiva (India), "...per aver posto le donne e l'ecologia al centro del moderno dibattito sullo sviluppo."
- Mary Dann e Carrie Dann della Western Shoshone Nation (Nord America), "...per l'esemplare coraggio e perseveranza nell'asserire i diritti delle popolazioni indigene sulle loro terre."

## 1994
- Astrid Lindgren † (Svezia), "...per la sua iniziativa unica dedicata ai diritti dei bambini e al loro rispetto." (Premio onorario)
- SERVOL (Service Volunteered for All) (Trinidad e Tobago), "...per la promozione dei valori spirituali, della cooperazione e della responsabilità della famiglia nella costruzione della società."
- Dott. H. Sudarshan/VGKK (Vivekananda Girijana Kalyana Kendra) (India), "...per aver mostrato come la cultura tribale può aiutare a proteggere i diritti ed i bisogni delle popolazioni idigene."
- Ken Saro-Wiwa †/Movimento per la Sopravvivenza del Popolo Ogoni (Ogoniland, Nigeria), "...per l'esemplare coraggio nella lotta nonviolenta per i diritti del popolo Ogoni."

## 1995
- András Biró/Fondazione Ungherese per l'Auto-fiducia (Ungheria), "...per il loro lavoro innovativo nel supporto alle minoranze Rom in Europa Orientale."
- Il Consiglio Civico Serbo (SCC) (Bosnia ed Erzegovina), "...per la loro lotta per preservare una Bosnia democratica e multi-etnica."
- Carmel Budiardjo/TAPOL (Indonesia/Regno Unito), "...per la dedizione messa nella campagna per i diritti umani in Indonesia e a Timor Est."
- Sulak Sivaraksa (Thailandia), "..per la sua visione e l'impegno per un futuro radicato nella democrazia, giustizia e integrità culturale."

## 1996
- Herman Daly (USA), "...per la sua profonda sfida all'economia convenzionale da una prospettiva ecologica ed etica." (Premio onorario)
- Il Comitato delle madri dei soldati della Russia, "...per il loro lavoro per il miglioramento delle condizioni nelle forze armate russe e i coraggiosi sforzi per porre fine alla guerra in Cecenia."
- Kerala Sastra Sahithya Parishat (Movimento Popolare per la Scienza di Kerala) (India), "...per il loro ruolo cruciale nel costruire il modello unico di Kerala di sviluppo incentrato sulla popolazione."
- George Vithoulkas (Grecia), "...per il suo impressionante contributo al revival dell'omeopatia classica."

## 1997
- Joseph Ki-Zerbo (Burkina Faso), "...per aver delineato la storia dell'Africa Nera e aver identificato i processi tramite i quali gli africani possono costruire un futuro migliore."
- Jinzaburo Takagi † (Giappone) e Mycle Schneider (Francia), "...per la loro lotta per liberare l'umanità della minaccia rappresentata dal plutonio."
- Michael Succow (Germania), "...per il suo lavoro per la salvaguardia di ecosistemi importanti per le generazioni future."
- Cindy Duehring † (USA), "...per il suo straordinario coraggio e determinazione nella lotta contro le sostanze chimiche tossiche."

## 1998
- International Baby Food Action Network (IBFAN), "...per la sua campagna in favore del diritto delle madri di allattare al seno i propri figli."
- Samuel Epstein (USA), "...per la sua erudizione coniugata all'attivismo per la prevenzione delle forme di cancro evitabili, causate dall'inquinamento ambientale."
- Juan Pablo Orrego (Cile), "...per aver sfidato il monopolio idroelettrico e i costruttori di dighe a ottenere uno sviluppo sostenibile."
- Katarina Kruhonja/Vesna Terselic (Croazia), "...per la loro dedizione ad un processo a lungo termine di costruzione della pace e di riconciliazione nei Balcani."

## 1999
- Hermann Scheer (Germania), "...per il suo infaticabile lavoro per la promozione dell'energia solare in tutto il mondo." (Premio onorario)
- Juan Garcés (Spagna), "...per il suo duraturo impegno nel porre fine all'impunità dei dittatori."
- COAMA (Consolidamento della regione amazzonica) (Colombia), "...per aver mostrato come le popolazioni indigene possono migliorare il loro sostentamento, sostenere la loro cultura e conservare le loro foreste pluviali."
- Grupo de Agricultura Organica (GAO) (Cuba), "...per aver mostrato che l'agricoltura organica è una chiave sia per la sostenibilità ambientale che per la sicurezza del cibo."

## 2000
- Tewolde Berhan Gebre Egziabher, (Etiopia), "...per il suo esemplare lavoro per la salvaguardia della biodiversità e i diritti tradizionali dei contadini e delle comunità sulle loro risorse genetiche."
- Munir Said Thalib † (Indonesia), "...per il suo coraggio e dedizione nel combattere per i diritti umani e il controllo civile dell'esercito in Indonesia."
- Birsel Lemke, (Turchia), "...per la sua lunga lotta per proteggere il suo paese dalle devastazioni provocate dall'estrazione di oro con il cianuro.."
- Wes Jackson, (USA), "...per il suo esclusivo impegno a favore dello sviluppo di un'agricoltura basata su piante perenni che sia insieme altamente produttiva ed autenticamente sostenibile dal punto di vista ecologico."

## 2001
- José Antonio Abreu (Venezuela) "...per aver portato la gioia e i benefici della musica a innumerevoli bambini e comunità, in particolare tra i poveri, e per il suo conseguimento di un rinascimento musicale e culturale unico."
- Gush Shalom/Uri Avnery e Rachel Avnery (Israele) "...per la loro incrollabile convinzione - nelle circostanze più difficili - che la pace e la fine del terrorisno possono essere ottenute solo attraverso giustizia e riconciliazione."
- Leonardo Boff (Brasile) "...per la sua ispirante comprensione dei collegamenti tra spiritualità umana, giustizia sociale e tutela ambientale, e il suo lungo impegno nell'aiutare i poveri a realizzare questi valori nelle loro vite e nelle loro comunità."
- Trident Ploughshares (Regno Unito) "...onorata come modello di azione diretta, basata sui principi, trasparente e non-violenta, dedicata a liberare il mondo dalle armi nucleari."

## 2002
- Martin Green (Australia) "...per la sua dedizione e il suo impressionante successo nel rispondere alle sfide tecnologiche chiave e agli imperativi morali della nostra era: aver imbrigliato l'energia solare." (Premio onorario)
- Centre Jeunes Kamenge (CJK) (Burundi) "...per il loro esemplare e indomabile coraggio e compassione, che hanno rivelato che, anche dopo nove anni di guerra civile assassina, i giovani di differenti gruppi etnici possono imparare a vivere e costruire un futuro assieme in pace e armonia."
- La Fondazione Kvinna Till Kvinna (Svezia) "...per il suo notevole successo nel guarire le ferite dell'odio etnico e della guerra, aiutando le donne, spesso le prime vittime, ad essere importanti fattori di riconciliazione e 'costruzione della pace'."
- Martín Almada (Paraguay) "...per il suo notevole coraggio e gli sforzi persistenti nell'esporre e portare a giudizio i torturatori e per aver messo la sua nazione sulla strada verso la democrazia, il rispetto dei diritti umani e lo sviluppo sostenibile."

## 2003
- David Lange † (Nuova Zelanda) "...per il suo lavoro costante nel corso di molti anni, per un mondo libero da armi nucleari." (Premio onorario)
- Walden Bello e Nicanor Perlas (Filippine) "...per l'eccezionale sforzo da essi compiuto per educare la società civile sugli effetti della globalizzazione controllata dalle grandi imprese, e per come possono essere realizzate alternative ad essa."
- La Coalizione dei Cittadini per la Giustizia Economica (Corea del Sud) "...per il rigore con cui ha sviluppato e disseminato il suo ampio programma di riforme basato sulla giustizia sociale e sulla responsabilità, e la capacità di applicare questi stessi valori per promuovere la riconciliazione con la Corea del Nord."
- SEKEM (Egitto) "...per un modello di impresa per il XXI secolo in cui il successo commerciale è integrato e promuove lo sviluppo sociale e culturale della società attraverso l'economia dell'amore."

## 2004
- Swami Agnivesh e Asghar Ali Engineer (India) "...per il forte impegno e la cooperazione da loro mostrata in molti anni per promuovere i valori della coesistenza, della tolleranza e della comprensione in India e tra i paesi dell'Asia meridionale." (Premio onorario)
- Memorial (Russia) "...per aver mostrato, in condizioni molto difficili e con grande coraggio personale, che la storia dev'essere documentata e compresa, e che i diritti umani vanno rispettati ovunque, se si intendono raggiungere soluzioni durevoli alle eredità del passato."
- Bianca Jagger (Nicaragua) "...per il suo impegno di lunga durata e l'appassionata campagna su un ampio ventaglio di temi riguardanti i diritti umani, la giustizia sociale e la protezione dell'ambiente, incluse l'abolizione della pena di morte, la prevenzione della violenza contro i bambini, i diritti dei popoli indigeni all'ambiente che li sostiene, e la prevenzione e la soluzione dei conflitti armati."
- Raúl Montenegro (Argentina) "...per il suo straordinario lavoro ad ampio raggio con comunità locali e popoli indigeni per proteggere l'ambiente e conservare risorse naturali in America Latina e in altri Paesi."

## 2005
- Francisco Toledo (Messico) - "...per aver dedicato se stesso e la sua arte alla protezione, allo sviluppo e al miglioramento del patrimonio artistico e culturale, all'ambiente naturale e alla vita comunitaria dell'Oaxaca."
- Maude Barlow e Tony Clarke (Canada) - "...per il loro lavoro tenace ed esemplare per un commercio equo e il riconoscimento del diritto umano fondamentale all'acqua."
- Irene Fernandez (Malaysia) - "...per il suo eccezionale e coraggioso lavoro per fermare la violenza contro le donne e gli abusi subiti dai migranti e dai lavoratori poveri."
- L'organizzazione First People of the Kalahari, e il suo fondatore Roy Sesana (Botswana) - "...per la risoluta resistenza contro la deportazione dalle loro terre ancestrali, e per difendere il diritto al loro modo di vita tradizionale."

## 2006
- Daniel Ellsberg, (USA) - "per aver messo la pace e la verità in primo piano, a notevole rischio personale, e per aver dedicato la sua vita a ciò, ispirando altri a seguire il suo esempio"
- Ruth Manorama, (India) - "per il suo impegno nel corso dei decenni per raggiungere la parità per le donne Dalit, la costruzione efficace ed impegnata di organizzazioni femminili e di lavoro per i loro diritti a livello nazionale ed internazionale"
- Chico Whitaker, (Brasile) - "per il lavoro di una vita dedicato alla giustizia sociale, che ha rafforzato la democrazia in Brasile ed ha contribuito a far nascere il Forum sociale mondiale, dimostrando che un altro mondo è possibile"
- Festival Internazionale di poesia di Medellin, (Colombia) - "per aver mostrato come la creatività, la bellezza, la libera espressione e la comunità possano fiorire e superare profondamente la radicata paura e la violenza"

## 2007
- Christopher Weeramantry (Sri Lanka) - "per una vita di lavoro pionieristico per rafforzare ed ampliare l'applicazione del diritto internazionale"
- Dekha Ibrahim Abdi (Kenya) - "per aver mostrato in diverse situazioni etniche e culturali come sia possibile riconciliare le differenze religiose o di altro genere, anche dopo conflitti violenti, e lavorare assieme attraverso un processo di cooperazione che porta alla pace e allo sviluppo"
- Percy Schmeiser e Louise Schmeiser (Canada) - "per il loro coraggio nella difesa della biodiversità e dei diritti dei contadini, e nello sfidare la perversione morale ed ambientale delle attuali interpretazioni delle leggi sui brevetti"
- Grameen Shakti (Bangladesh) - "per aver portato luce ed energia sostenibili a migliaia di villaggi del Bangladesh, promuovendo la salute, l'educazione e la produttività"

## 2008
- Monika Hauser (Svizzera) - "per il suo instancabile impegno a lavorare con le donne che hanno sperimentato le violenze sessuali più orribili in alcuni dei paesi più pericolosi al mondo, e per aver condotto una campagna tesa a far riconoscere a queste ultime un riconoscimento sociale ed un risarcimento"
- Asha Hagi (Somalia) - "poiché continua a condurre con grande rischio personale la partecipazione delle donne al processo di pace e di riconciliazione nel suo paese devastato dalla guerra"
- Amy Goodman(Stati Uniti d'America) - "per lo sviluppo di un innovativo modello di giornalismo politico veramente indipendente che porta a milioni di persone le voci alternative che sono spesso escluse dai principali media"
- Krishnammal e Jagannathan Sankaralingam / LAFTI (India) - "per due vite dedicate alla realizzazione pratica della visione gandhiana della giustizia sociale e dello sviluppo umano sostenibile, per le quali sono stati denominati anima dell'India"

## 2009
- Catherine Hamlin (Etiopia) - "per cinquant'anni dedicati alla cura delle pazienti con fistola ostetrica, ripristinando così la salute, la speranza e la dignità di migliaia tra le donne più povere dell'Africa"
- Alyn Ware (Nuova Zelanda) - "per la sua difesa efficace, per le creative iniziative da più di vent'anni per l'educazione alla pace e per la lotta alle armi nucleari"
- René Ngongo (Repubblica Democratica del Congo) - "per il suo coraggio nell'affrontare le forze che stanno distruggendo le foreste pluviali del Congo e per la creazione di un sostegno politico per la loro conservazione ed il loro sviluppo sostenibile"
- David Suzuki (Canada) - "per la sua difesa della vita attraverso l'uso socialmente responsabile della scienza, e per il suo contributo alla sensibilizzazione sui pericoli del cambiamento climatico ed al sostegno pubblico per le politiche per farvi fronte"

## 2010
- Nnimmo Bassey (Nigeria)
- Erwin Kräutler (Brasile)
- Shrikrishna Upadhyay/SAPPROS (Nepal)
- Medici per i diritti sociali Israele (Israele)

## 2011
- Huang Ming (Cina)
- Jacqueline Moudeina (Ciad)
- GRAIN
- Ina May Gaskin (Stati Uniti d'America)

## 2012
- Campaign Against Arms Trade (Regno Unito)
- Gene Sharp (Stati Uniti d'America)
- Hayrettin Karaca (Turchia)
- Sima Samar (Afghanistan)

## 2013
- Paul Walker (Stati Uniti d'America)
- Hans Rudolf Herren e Fondazione Biovision (Svizzera)
- Raji Sourani (Palestina)
- Denis Mukwege (Repubblica Democratica del Congo)

## 2014
- Edward Snowden (Stati Uniti d'America)

## 2015
- Sheila Watt-Cloutier (Canada)
- Tony de Brum (Canada)
- Kasha Jacqueline Nabagesera (Uganda)
- Gino Strada † (Italia)

## 2016
- Cumhuriyet (quotidiano turco, fondato nel 1924)[3]
- Difesa civile siriana[3]
- Mozn Hassan[3]
- Swetlana Gannuschkina (* 1942)[3]

## 2017
- Robert Bilott
- Colin Gonsalves
- Xədicə İsmayılova
- Yetnebersh Nigussie

## 2018
- Thelma Aldana e Iván Velásquez
- Yacouba Sawadogo
- Abdullah al-Hamid, Mohammad Fahad al-Qahtani e Walid Abu al-Chair
- Tony Rinaudo

## 2019
- Greta Thunberg
- Aminatou Haidar
- Davi Kopenawa Yanomami
- Guo Jianmei

## 2020
- Nasrin Sotoudeh
- Bryan Stevenson
- Lottie Cunningham Wren
- Ales' Bjaljacki

## 2021
- Marthe Wandou, Camerun[4]
- Vladimir Slivyak, Russia
- Freda Huson, Canada
- Life, Iniziativa legale per le foreste e l’ambiente

## 2022
- Fartuun Adan e Ilwad Elman
- Oleksandra Matvijčuk e il Center for Civil Liberties (CCL)
- Cecosesola vincitori del premio Right Livelihood 2022, su rightlivelihood.org. URL consultato il 20 novembre 2024.
- Africa Institute for Energy Governance (AFIEGO)

## 2023
- Eunice Brookman-Amissah[5]
- Madre Natura Cambogia
- Sos Mediterranée e Phyllis Omido

## 2024
- Giovanna Carling[6]
- Issa Amro Giovani contro gli insediamenti
- Anabela Lemos Justiça Ambiental!
- Architettura forense